# 出雲日御碕燈塔
出雲日御碕燈塔為位于日本島根縣出雲市的一座燈塔。為日本最高的石造燈塔。周邊地區是大山隠岐國立公園的一部分。也是日本唯一一個帶碕字的燈塔。被列入世界燈塔100選及日本燈塔50選，是日本具有代表性的燈塔。

## 历史
- 1900年（明治33）動工興建。
- 1903年（明治36）4月1日初點燈。
- 1993年（平成5）起至翌年，進行耐震補強的保全措施。

## 燈塔結構與行政諸元

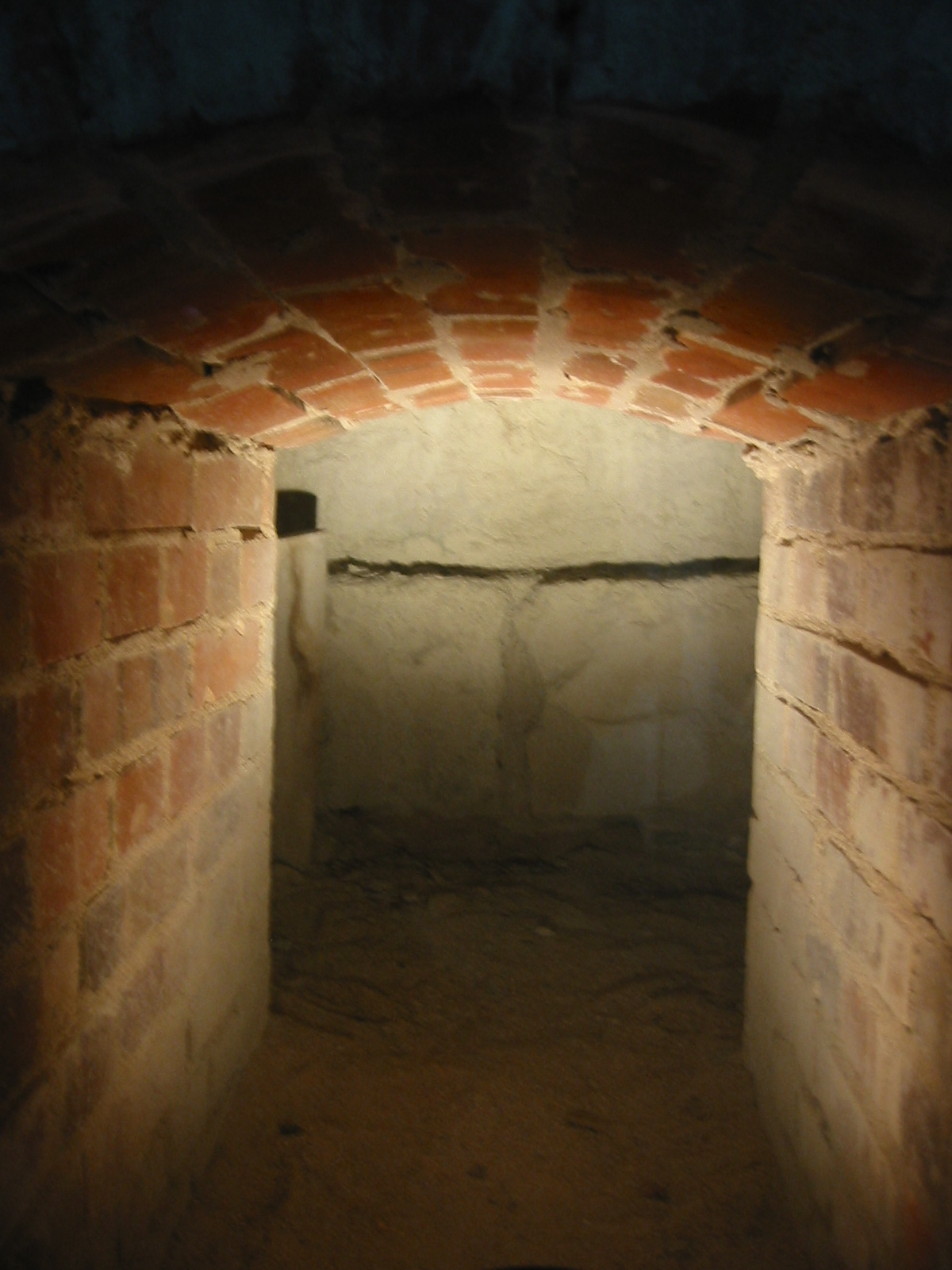
磚與石造構造

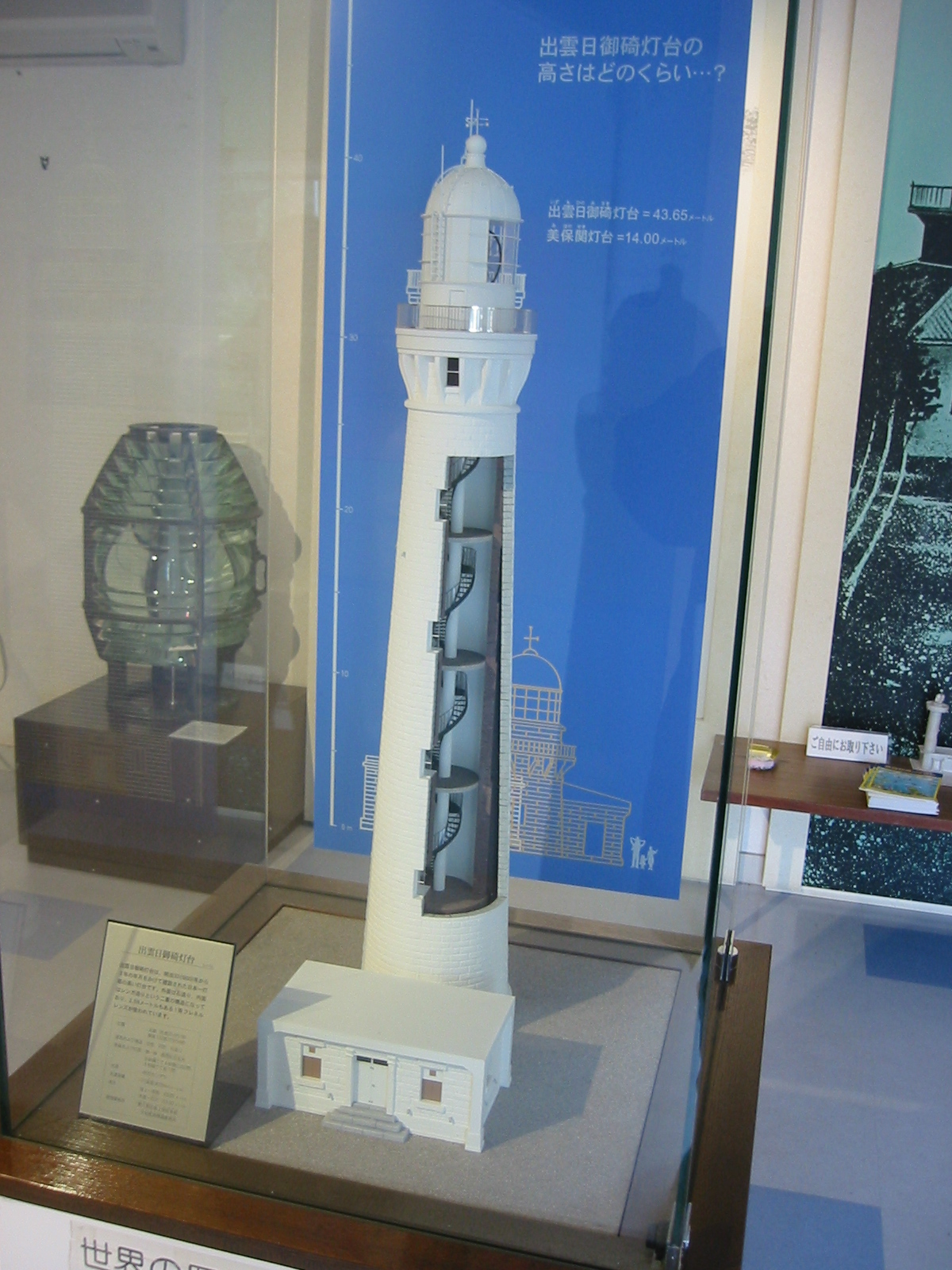
内部構造模型

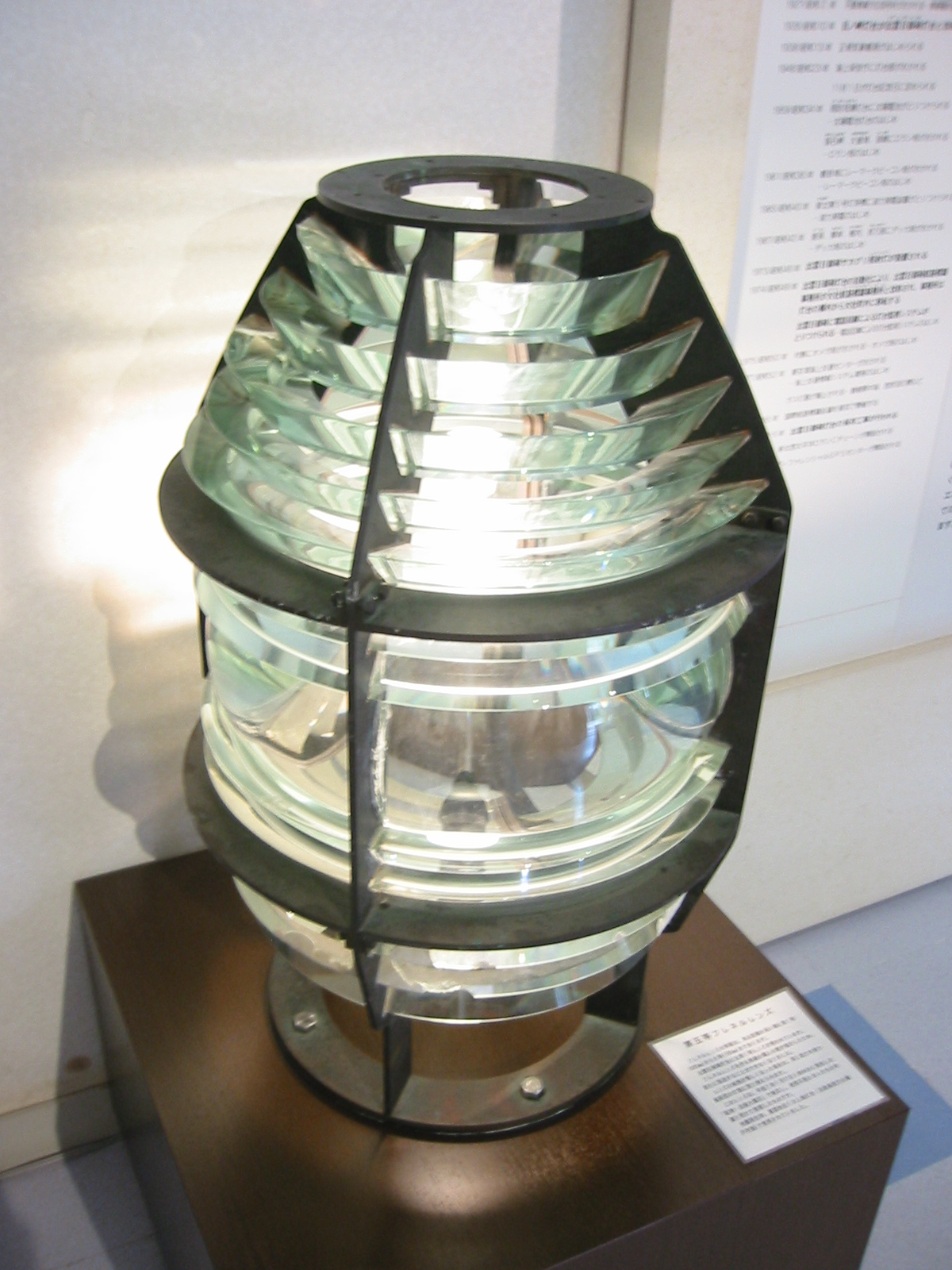
透鏡燈

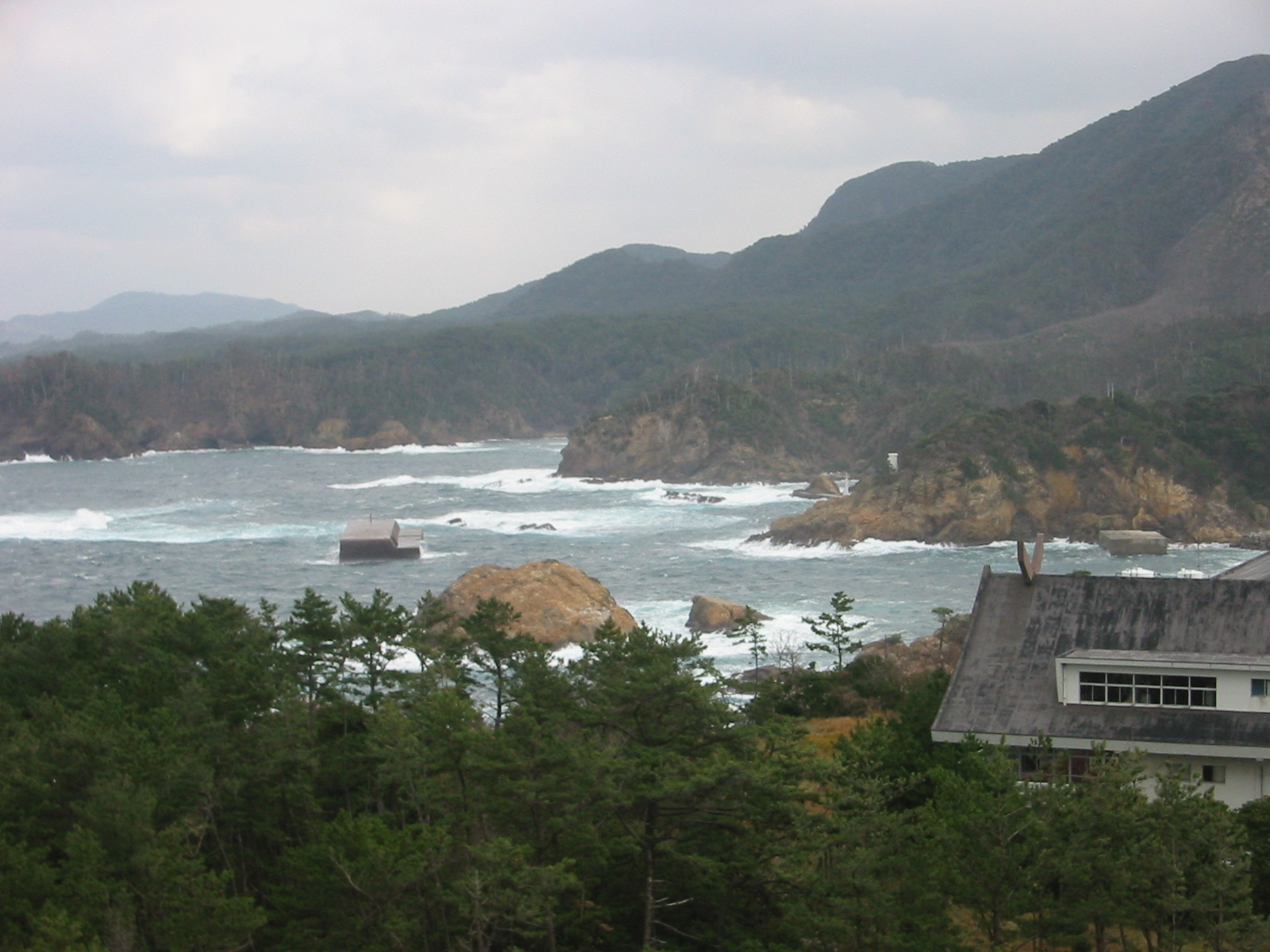
從燈塔遠眺

### 燈塔結構諸元
- 航路標識番號：0821 [F7334]
- 塔身塗色・構造：白色，塔形為石造（下部直徑8.6m、上部直徑5.0m）。
- 燈器：第1等菲涅耳透鏡式（一等水銀槽式回轉裝置）。
- 燈質：群閃紅白互光（每20秒白2閃、紅1閃）。
- 實効光度：48萬cd。
- 光程：21浬（約39km）。
- 明弧：從24度至245度。
- 塔高（地上～塔頂）：43.65m。
- 燈高（平均海面～燈火）：63.30m。
- 燈塔座標：北緯35度25分56.34秒、東經132度37分42.38秒。

### 燈塔行政諸元
- 管轄機關：日本海上保安廳第1管區海上保安本部。
- 初點燈：1903年（明治36年）4月1日。
- 所在地：日本島根縣出雲市。
- 參觀時間：9:00～16:30。（時間因季節而有差異）
- 定休日：12月29日～12月31日（除定休日外，全年無休）。
- 門票：大人(中學生以上)：日幣200日圓，兒童：免費。
- 洽詢電話：日本0853-54-5341(日本燈光會出雲日御碕支所)

## 附屬施設
- 照射塔

## 燈塔資料展示室
併設燈塔資料展示室，可得知本燈塔的歷史、機能・角色等事項，在此展示出大多數貴重的資料。

## 關連項目
- 燈塔
- 日本燈塔50選
- 世界燈塔100選

## 外部連結
- （日語）第一管区海上保安本部 Japan 1st Regional Coast Guard Headquarters（页面存档备份，存于）
- （日語）出雲日御碕燈塔 （页面存档备份，存于）
- （日語）島根縣東部之風景（出雲日御碕燈塔） （页面存档备份，存于）
- （日語）出雲日御碕燈塔資料(PDF)
- （日語）「灯台のことなら」　社団法人燈光会 （页面存档备份，存于）
- （日語）出雲日御碕灯台 (What hwat?)[永久]
- （日語）出雲日御碕灯台 - Photo Album of my Journey （页面存档备份，存于）
- （日語）来島海峡海上交通中心網頁 （页面存档备份，存于）（英文）（俄文）（中文）
- （日語）出雲日御碕と灯台（島根県）